# Комітет Верховної Ради України з питань свободи слова та інформаційної політики
Комітет Верховної Ради України з питань свободи слова та інформаційної політики — колишній профільний комітет Верховної Ради України.
Створений 4 грудня 2007 р. як Комітет Верховної Ради України з питань свободи слова та інформації.
Перейменований 4 грудня 2014 р.

## Сфери відання
Комітет здійснює законопроєктну роботу, готує, попередньо розглядає питання, віднесені до повноважень Верховної Ради України, та виконує контрольні функції у таких сферах відання:
- державна політика у сфері інформації;
- свобода слова;
- права громадян на інформацію;
- друковані та електронні засоби масової інформації;
- висвітлення діяльності Верховної Ради України;
- засади здійснення рекламної діяльності.

## Склад VII скликання[3]
Керівництво:
- Томенко Микола Володимирович — голова Комітету
- Бондаренко Олена Анатоліївна — перший заступник голови Комітету
- Баграєв Микола Георгійович — заступник голови Комітету
- Мірошниченко Ігор Михайлович — заступник голови Комітету
- Голуб Олександр Володимирович — секретар Комітету
- Княжицький Микола Леонідович — голова підкомітету з питань телебачення і радіомовлення
- Раупов Рустам Бурханович — голова підкомітету з питань друкованих засобів масової інформації та Інтернету
- Крутій Віталій Іванович - голова підкомітету з питань друкованих засобів масової інформації та Інтернету (з червня 2014 р.)
- Кондратюк Олена Костянтинівна — голова підкомітету з питань реклами

Члени:
- Абдуллін Олександр Рафкатович
- Стець Юрій Ярославович[4].

## Склад VIII скликання[5]
Керівництво:
- голова Комітету — Сюмар Вікторія Петрівна
- перший заступник голови Комітету — Червакова Ольга Валеріївна
- заступник голови Комітету — Висоцький Сергій Віталійович
- заступник голови Комітету — Опанасенко Олександр Валерійович
- секретар Комітету — Кондратюк Олена Костянтинівна

Члени:
- Абдуллін Олександр Рафкатович
- Онуфрик Богдан Семенович
- Павленко Юрій Олексійович
- Сочка Олександр Олександрович
- Стеценко Дмитро Олександрович[2].